# Domul de gheață Bolșoi
Domul de gheață Bolșoi (în rusă Ледовый дворец «Большой») este un stadion multifuncțional din orașul rus Soci. Principalul motiv pentru care a fost construit a fost găzduirea probelor de hochei pe gheață la Jocurile Olimpice de iarnă din 2014. După aceea, stadionul va fi folosit drept un centru multi-sport, de divertisment și pentru concerte.

## Caracteristici
Forma stadionului reprezintă un strop de apă înghețat. Materialele principale de construcție folosite au fost betonul, metalul și sticla. Acestea se găsesc în exterior cu excepția sălii principale de joc care poate găzdui 12.000 de spectatori. Având un spațiu generos și beneficiind de capabilități tehnologice extraordinare, arena cuprinde săli de antrenament, fitness, jocuri video, locații VIP, birouri, cantine, restaurante și locuri de parcare, în timp ce o parte a spațiilor se află subteran. Arena se poate extinde în funcție de evenimentul pe care îl găzduiește, iar capacitatea maximă pe care o poate atinge este de 15.000 de spectatori. Stadionul acoperă o suprafață totală de 230 x 270 m, iar înălțimea totală inclusiv partea subternă este de 49 m. Clădirea este acoperită cu un acoperiș sferic, de culoare predomint gri spre argintiu. Suprafața activă de 26 000 m² este acoperită de becuri LED care își pot schimba culorile și pot forma forme astfel. Pe timpul zilei, suprafața din sticlă permite pătrunderea luminii, iar din exterior, aceasta pare a fi reflectată. Pe timpul serii, suprafața pare transparentă iar spectatorii pot să vadă din exterior o parte a interiorului stadionului.
Datorită amplasării geografice, structura clădirii a fost proiectată astfel încât să poată rezista cutremurelor de până la 9 pe scara Richter. Construcția a durat 3 ani și jumătate și a costat 180 de milioane $ (224,5 milioane €). Au fost folosiți 100 000 m³ de beton din care 40% au fost obținuți din finanțări uriașe. Pe lângă turneele de hochei pe gheață, arena va putea fi folosită și în scopuri culturale sau pentru alte sporturi.